# Скубак Сергій Сергійович
Сергі́й Сергі́йович Скуба́к (* 1953) — український музичний педагог; заслужений артист України.

## З життєпису
Народився 1953 року. Соліст Національної опери України. 37 років життя віддав київській сцені, виконав велику кількість партій басового репертуару.
Викладач кафедри оперного співу; Національна музична академія України імені Петра Чайковського.
Серед його учнів — заслужений артист України, соліст Львівської опери Тарас Бережанський.